# Павел Чичагов
Павел Чичагов (1767 – 1849) је био руски адмирал.

## Биографија
Од 1799. године, Чичагов командује ескадром, а 1807. године постаје адмирал и министар морнарице. Пред крај Руско-турског рата (1806–1812), постављен је за команданта молдавске армије. Током 1812. командовао је Дунавском армијом против Аустријанаца и Саксонаца. Успео је да их протера у Варшавско војводство. Затим је кренуо у позадину француске армије према Березини. Пошто није успео да Наполеону пресече одступницу, прешао је у гоњење према Вилнусу и Торуњу.